# Fernando Henrique (goleiro)
Fernando Henrique dos Anjos, mais conhecido como Fernando Henrique (Bauru, 25 de novembro de 1983), é um futebolista brasileiro que atua como goleiro. Atualmente, joga no Rio Branco-ES.

## Carreira
Sua jornada futebolística, começou no Santos em 1998, e nesse mesmo ano foi para o Fluminense, onde já estava prestes a ter uma talentosa participação nas categorias de base. Foi goleiro da Seleção Brasileira Sub-20. Em 2004, conquistou sua vaga de titular, no tricolor das Laranjeiras. Foi o segundo melhor goleiro do Brasileirão 2004, ficando atrás de Rogério Ceni, nessa mesma temporada chegou a ser convocado para ser o goleiro número 12 da amarelinha. Participou do jogo amistoso contra a Seleção Haitiana, ocorrido no dia 18 de agosto,  o Brasil venceu por 6 a 0. Fernando Henrique foi reserva e entrou, no segundo tempo, no lugar de Júlio César.
Com a camisa tricolor, além de dois estaduais, foi campeão da Copa do Brasil 2007 e do Brasileirão. Em 2011, foi para o Ceará, onde foi ídolo da torcida e conquistou 3 campeonatos cearenses. Depois de 2013 trabalhou em outras equipes, ficou dois anos no "vovô''. Em 2017 retornou ao time cearense.   

### Fluminense
Foi de onde o atleta foi revelado. Em 2002, chegou a assumiu o posto de segundo goleiro, após a saída do suplente Maurício. Em 2002, o Fluminense foi campeão carioca com o elenco profissional e no sub-20 (onde Fernando Henrique foi titular absoluto). Neste mesmo ano Fernando Henrique foi o goleiro da seleção brasileira sub-20. 
Em 2003, foi bicampeão carioca sub-20 com o Flu, e chegou a atuar no profissional. Teve excelente participação contra o São Paulo, na Copa Sul-Americana de 2003. O Flu foi eliminado ao perder no Morumbi, e empatar no Rio, mas Fernando fez belas defesas. Numa partida do Brasileirão contra o Goiás, em Serra Dourada, Fernando Henrique defendeu um pênalti, "prêmio" que foi de valor individual ao jovem arqueiro, pois minutos depois o esmeraldino selou o massacre fazendo o sexto gol (O Flu perdeu de 6x1). 
Em 2004, começou como "reserva de ouro" na Taça Guanabara. Na Taça Rio (returno do estadual), Fernando Henrique surpreendeu a torcida ao conquistar a titularidade. Começou como o goleiro principal exatamente na 1ª rodada, do segundo turno do Carioca, que foi no Clássico contra o Botafogo. Fez boas defesas e graças à isto seu time conseguiu um empate de zero à zero. Ficou até a final na Taça Rio sem perder a titularidade, na decisão enfrentaram o Vasco, jogo este o Flu perdeu por 2x1. No início da Taça Rio, o Flu contratou o goleiro Danrlei, que foi titular na partida contra o Grêmio (seu ex-clube), válida pela Copa do Brasil 2004, e nas duas primeiras partidas do brasileirão. Ao aceitar um contrato com o Atlético-MG, Danrlei foi barrado antes de deixar o Fluminense, e assim iniciou a titularidade absoluta de Fernando Henrique.  
Em 2005, sob o comando de Abel, Fernando Henrique retornou ao banco. Kléber voltou a ser o titular absoluto do Flu. Neste ano, com um excelente time, o pó de arroz foi campeão Carioca, vice da Copa do Brasil, 6º colocado na sul-americana e 5º melhor time do Brasileirão. 
Em 2006, com Ivo Wortmann no comando, o recém contratado Diego começou como titular. No comando de Oswaldo de Oliveira, Fernando Henrique foi goleiro da preferência do então treinador.  Diego voltou a ser titular com a chegada de Antônio Lopes. Num jogo de volta contra o Gimnasia y Esgrima, válido pela Sul-Americana, Diego estava machucado e Fernando Henrique atuou. O time argentino ganhou de 2 a 0 em casa, no Rio o jogo foi 1x1. Desde jogo em diante foi titular até a antepenúltima partida do brasileirão. 
Com a demissão de Antônio Lopes, chega Paulo César Gusmão. Na penúltima rodada, e na rodada final do brasileirão, Ricardo Berna foi o goleiro da equipe que conseguiu escapar do rebaixamento.

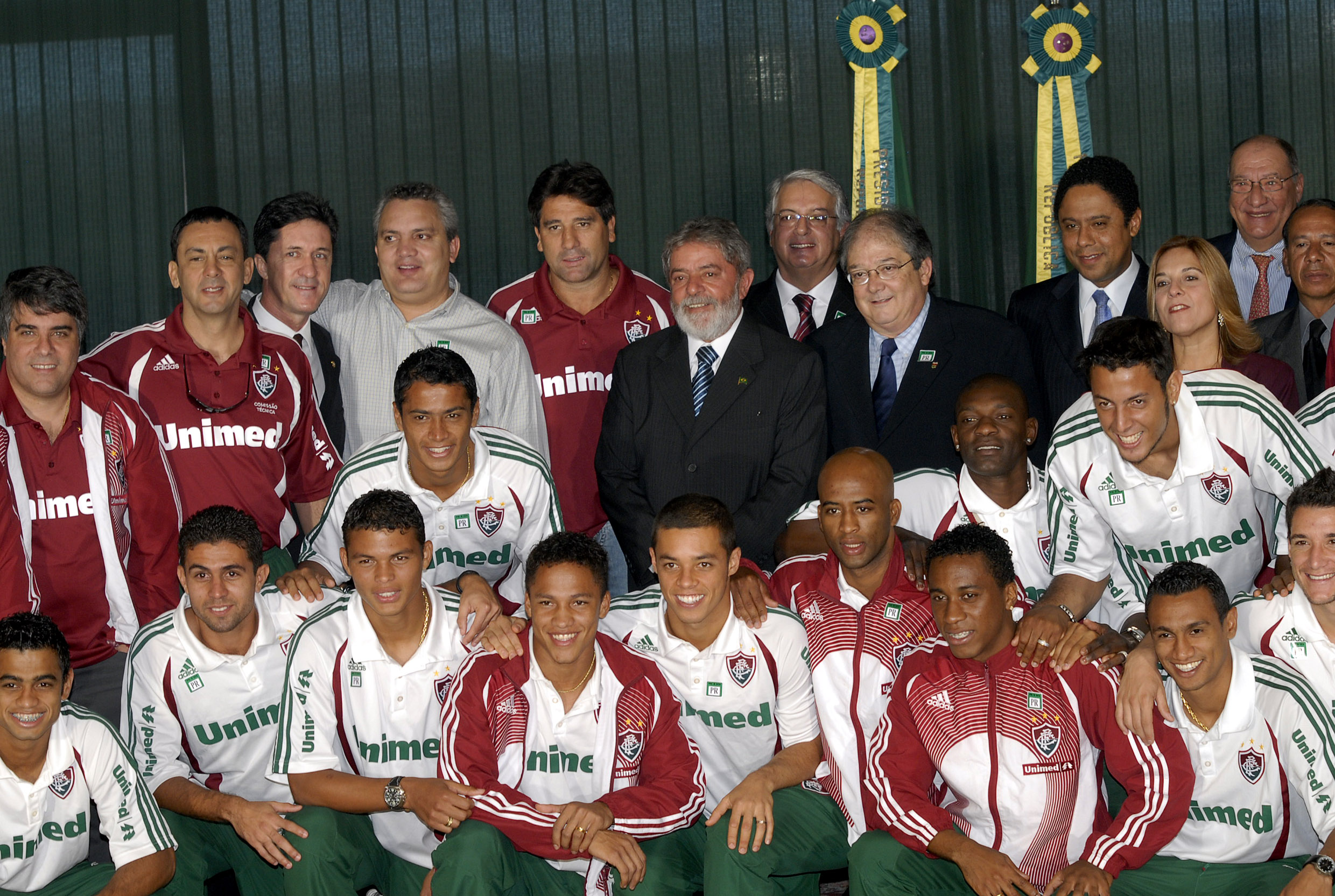
Fernando Henrique com a equipe do Fluminense em 2007.

Em 2007, após a demissão de PC Gusmão, chegou ao clube o técnico Joel Santana, que colocou Fernando Henrique de volta ao gol, mas Joel ficou no time por pouco tempo, seu sucessor foi Renato Gaúcho. Na Copa do Brasil de 2007, o goleiro foi um dos destaques na campanha vitoriosa do time carioca no nacional de mata-mata. Seguiu como titular no Brasileiro de 2007 e, no ano seguinte, quando disputava a Copa Libertadores da América de 2008, voltou a se destacar nos jogos difíceis.
Em 2008, os torcedores pediam a contratação de um goleiro de currículo superior, mas Fernando Henrique, na Libertadores, provou que o Fluminense não estava precisando de arqueiro. Contra a LDU Quito, apesar de ter sofrido 4 gols não teve uma má atuação. No Maracanã lutou até o fim para salvar seu time, a vitória de sua equipe por 3 a 1 foi o suficiente para levar o jogo para a prorrogação. O empate persistiu, e assim tudo foi definido nas penalidades. Defendeu a cobrança do zagueiro equatoriano Jairo Campos. A LDU venceu nos pênaltis por 3x1. Fernando Henrique teve a façanha de ser o melhor goleiro da Libertadores 2008.
Em 2009, num jogo válido pela Taça Guanabara, foi protagonista de um lance inusitado: após cometer um pênalti aos 37 minutos do segundo tempo, o arqueiro tinha tudo para ser o vilão da partida, mas foi para área, sofreu uma penalidade aos 47 minutos, convertida por Darío Conca, e ajudou o time tricolor a vencer o Americano por 2 a 1, no Estádio Godofredo Cruz, em Campos dos Goytacazes. O resultado manteve o clube das Laranjeiras vivo na Taça Guanabara. Apesar da derrota de 1x0 para o Botafogo, na semifinal, Fernando Henrique novamente foi para o ataque, nos minutos finais, para surpreender. Deu seu chute a gol no ataque, mas a bola foi detida pela zaga. Na Taça Rio sua equipe perdeu novamente na semifinal, desta vez para o arquirrival Flamengo, onde Fernando Henrique falhou na derrota de 1x0.
Ao se machucar no jogo contra o Náutico, válido pelo primeiro tuno do Brasileirão 2009, Ricardo Berna o substituiu e assumiu a camisa 1. No comando de Cuca, nem Fernando Henrique e nem Ricardo Berna foram a preferência do treinador, mas sim Rafael. 
Fernando Henrique completou 250 jogos pelo time principal do Fluminense em 15 de julho de 2010, em jogo contra o Grêmio Barueri, válido pelo Brasileirão daquele ano. Neste mesmo ano seu time ganhou o campeonato brasileiro. No início de 2011, rescindiu contrato com o Fluminense.

### Ceará
Acertou a sua transferência para o Ceará em janeiro de 2011.
No Ceará Fernando Henrique foi Campeão Cearense de 2011, quando foi eleito o melhor goleiro da competição.
No jogo contra o Figueirense, se machucou e ficou quase 3 meses sem jogar. Após se recuperar, Fernando Henrique pode jogar contra o Internacional, no 2º turno. Ele reestreou no jogo contra o Atlético Goianiense, quando o Ceará empatou por 1 a 1, fazendo ótimas defesas, apesar do resultado.
No dia 23 de junho de 2012, Fernando Henrique vinha sendo muito questionado pela torcida alvinegra, com más atuações e posição ruim do Ceará na tabela. Em um jogo contra o Atlético-PR, pegou um pênalti e evitou o empate. Ao pegar a penalidade, ele dedicou a defesa ao seu amigo Geraldo, que havia perdido a mãe recentemente.
No dia 15 de setembro de 2012, diante o Joinville, Fernando Henrique completou 100 jogos pelo Ceará, onde o Ceará vencera por 4 a 3. Fernando Henrique marcou um gol contra nesse jogo.
No dia 3 de novembro de 2012, Fernando Henrique foi liberado para "férias", pois não estava sendo utilizado e relacionado para reserva ou terceiro goleiro. Depois, se reapresentou para o elenco 2013, já existindo um pré-contrato assinado com o Ceará.
Na reapresentação do elenco, Fernando Henrique marcou presença, acabando de vez as especulações da saída do Vovô e, no dia 10 de janeiro de 2013, jogou um amistoso onde o Ceará venceu, por 5 a 1, o Sindicato dos Atletas Cearenses.
Fernando Henrique foi tricampeão do Campeonato Cearense em 2013 como capitão, e escolhido pelo Troféu Verdes Mares como o melhor goleiro da competição.
Em dezembro de 2013, Fernando Henrique não renovou seu contrato com o Ceará explicando que já era hora de 'procurar novos ares' e que o seu ciclo no Ceará deveria ser fechado, foi o que aconteceu, e ainda mais, muito questionado por uma parte de torcedores alegando que ele falhou em vários lances nas últimas rodadas, e outras partes, defendendo o eterno FH.

### América de Natal
No dia 21 de fevereiro de 2014, o América de Natal, anuncia Fernando Henrique. Foi apresentado para a torcida no dia 24 de fevereiro de 2014, antes do duelo contra o ABC.
| “ | Estava só treinando e esperando o contato. Infelizmente, o Andrey se machucou, e o presidente me ligou perguntando se eu tinha o interesse de vir. De pronto eu agradeci e hoje (domingo) estou aqui com a camisa do América-RN. Eu falei ao presidente que vim para jogar e ajudar o América-RN a voltar para o lugar de onde não deveria ter saído. Vim para ser campeão. | ” |

Estreou dia 12 de abril de 2014, pelo Campeonato Potiguar de 2014, contra o Potiguar de Mossoró, onde a partida terminou de 1 a 1. O América de Natal não conseguiu permanecer na Série B, e, com o rebaixamento, Fernando Henrique não teve seu contrato renovado com o Dragão e saiu do clube em dezembro de 2014.

### Inter de Lages
Em janeiro de 2015, Fernando Henrique foi anunciado como novo reforço do Boavista-RJ, mas ele acabou repensando a decisão e acertou com o Inter de Lages até o fim do Campeonato Catarinense de 2015.
Após o término, Fernando Henrique foi eleito o Melhor Goleiro do Catarinense 2015, recebendo o Prêmio Top da Bola.

### Remo
Fernando Henrique chegou ao Remo para disputar a Série D 2015. Único titular da equipe na competição em todos os jogos, o atleta foi um dos principais nomes do Remo na conquista do acesso à Série C do Campeonato Brasileiro.

### Villa Nova
No dia 28 de novembro de 2016, Fernando Henrique foi anunciado como novo reforço do Villa Nova, para a disputa do Campeonato Mineiro 2017.

### Retorno ao Ceará
No dia 5 de maio de 2017, foi confirmado o retorno de Fernando Henrique para o Ceará.

### CRB
No dia 18 de julho de 2019 assinou com o CRB para a Série B.

## Vida pessoal
Após ser conhecido pela torcida do Ceará como baladeiro, pelo motivo de sair muito para baladas, no dia 10 de fevereiro de 2013, Fernando Henrique foi visto no Ginásio Paulo Sarasate com sua namorada Maria Cecília, no Renascer 2013, evento organizado pela Comunidade Católica Shalom, planejando, junto com sua namorada, a ida para a Jornada Mundial da Juventude de 2013 no Rio de Janeiro, que ocorre no período de 23 a 28 de julho de 2013.
Em março de 2013, Fernando Henrique se envolveu em uma situação constrangedora, motivada por uma amizade com uma vizinha do condomínio onde residia, em que o marido desta encontra mensagens enviadas pelo futebolista em redes sociais para ela. O goleiro foi recebido a socos pelo vizinho ao chegar de uma partida no Estádio Presidente Vargas, válida pelo Campeonato Cearense, na qual sofreu derrota para o Guarany de Sobral.
Casou-se em 13 de dezembro de 2014 com a namorada citada acima, missa celebrada por Padre Antônio Furtado em Fortaleza, onde reside atualmente com a família.

## Estatísticas
Até 20 de setembro de 2020.
| Clube            | Temporada | Campeonato nacional | Campeonato nacional | Copa nacional[a] | Copa nacional[a] | Competições continentais[b] | Competições continentais[b] | Outros torneios[c] | Outros torneios[c] | Copas regionais[d] | Copas regionais[d] | Jogos amistosos[e] | Jogos amistosos[e] | Total | Total |
| Clube            | Temporada | Jogos               | Gols                | Jogos            | Gols             | Jogos                       | Gols                        | Jogos              | Gols               | Jogos              | Gols               | Jogos              | Gols               | Jogos | Gols  |
| ---------------- | --------- | ------------------- | ------------------- | ---------------- | ---------------- | --------------------------- | --------------------------- | ------------------ | ------------------ | ------------------ | ------------------ | ------------------ | ------------------ | ----- | ----- |
| Ceará            | 2011      | 23                  | -39                 | 9                | -7               | 0                           | 0                           | 20                 | -12                | -                  | -                  | 1                  | 0                  | 53    | -58   |
| Ceará            | 2012      | 23                  | -32                 | 3                | -3               | -                           | -                           | 24                 | -17                | -                  | -                  | -                  | -                  | 50    | -52   |
| Ceará            | 2013      | 35                  | -44                 | 3                | -3               | -                           | -                           | 18                 | -17                | 10                 | -11                | 3                  | -1                 | 69    | -76   |
| Ceará            | Total     | 81                  | -115                | 15               | -13              | 0                           | 0                           | 62                 | -46                | 10                 | -11                | 4                  | -1                 | 172   | -186  |
| América de Natal | 2014      | 17                  | -22                 | 6                | -8               | -                           | -                           | 3                  | -2                 | -                  | -                  | -                  | -                  | 26    | -32   |
| América de Natal | Total     | 17                  | -22                 | 6                | -8               | -                           | -                           | 3                  | -2                 | -                  | -                  | -                  | -                  | 26    | -32   |
| Inter de Lages   | 2015      | -                   | -                   | -                | -                | -                           | -                           | 17                 | -23                | -                  | -                  | -                  | -                  | 17    | -23   |
| Inter de Lages   | Total     | -                   | -                   | -                | -                | -                           | -                           | 17                 | -23                | -                  | -                  | -                  | -                  | 17    | -23   |
| Remo             | 2015      | 14                  | -9                  | -                | -                | -                           | -                           | -                  | -                  | -                  | -                  | 6                  | -4                 | 20    | -13   |
| Remo             | 2016      | 17                  | -20                 | 2                | -3               | -                           | -                           | 9                  | -11                | 6                  | -8                 | 1                  | -1                 | 35    | -43   |
| Remo             | Total     | 31                  | -29                 | 2                | -3               | -                           | -                           | 9                  | -11                | 6                  | -8                 | 7                  | -5                 | 55    | -56   |
| Villa Nova       | 2017      | -                   | -                   | -                | -                | -                           | -                           | 10                 | -11                | -                  | -                  | -                  | -                  | 10    | -11   |
| Villa Nova       | Total     | -                   | -                   | -                | -                | -                           | -                           | 10                 | -11                | -                  | -                  | -                  | -                  | 10    | -11   |
| Ceará            | 2017      | 1                   | 0                   | -                | -                | -                           | -                           | -                  | -                  | 4                  | -2                 | -                  | -                  | 5     | -2    |
| Ceará            | 2018      | 0                   | 0                   | 0                | 0                | 0                           | 0                           | 2                  | -4                 | 0                  | 0                  | 0                  | 0                  | 2     | -4    |
| Ceará            | 2019      | 0                   | 0                   | 1                | 0                | 0                           | 0                           | 5                  | -4                 | 2                  | -1                 | 0                  | 0                  | 8     | -5    |
| Ceará            | Total     | 1                   | 0                   | 1                | 0                | -                           | -                           | 7                  | -8                 | 6                  | -3                 | -                  | -                  | 15    | -11   |
| CRB              | 2019      | 7                   | -7                  | -                | -                | -                           | -                           | -                  | -                  | -                  | -                  | -                  | -                  | 7     | -7    |
| CRB              | Total     | 7                   | -7                  | -                | -                | -                           | -                           | -                  | -                  | -                  | -                  | -                  | -                  | 7     | -7    |
| Santo André      | 2020      | 0                   | 0                   | 2                | -3               | -                           | -                           | 10                 | -9                 | -                  | -                  | -                  | -                  | 12    | -9    |
| Santo André      | 2021      | 0                   | 0                   | -                | -                | -                           | -                           | 0                  | 0                  | -                  | -                  | -                  | -                  | 0     | 0     |
| Santo André      | Total     | 0                   | 0                   | 2                | -3               | -                           | -                           | 10                 | -9                 | -                  | -                  | -                  | -                  | 12    | -9    |
| Brasiliense      | 2020      | 18                  | -15                 | -                | -                | -                           | -                           | 6                  | -6                 | -                  | -                  | -                  | -                  | 24    | -21   |
| Brasiliense      | Total     | 18                  | -15                 | -                | -                | -                           | -                           | 6                  | -6                 | -                  | -                  | -                  | -                  | 24    | -21   |

- a. ^ Jogos da Copa do Brasil
- b. ^ Jogos da Copa Sul-Americana e Libertadores
- c. ^ Jogos do Campeonato Cearense, Campeonato Carioca, Campeonato Catarinense, Campeonato Paraense e Campeonato Paulista
- d. ^ Copa Fares Lopes, Copa do Nordeste, Copa Verde
- e. ^ Jogos amistosos

### Seleção Brasileira

#### Jogos pela seleção
Expanda a caixa de informações para conferir todos os jogos deste jogador, pela sua seleção nacional.
|    | Data                 | Local                 | Resultado | Adversário | Gols | Competição |
| -- | -------------------- | --------------------- | --------- | ---------- | ---- | ---------- |
| 1. | 18 de agosto de 2004 | Porto Príncipe, Haiti | 6–0       | Haiti      | 0    | Amistoso   |

## Títulos
Fluminense
- Campeonato Brasileiro: 2010
- Troféu Osmar Santos: 2010
- Copa do Brasil: 2007
- Campeonato Carioca: 2002, 2005
- Taça Rio: 2005

Ceará
- Campeonato Cearense: 2011, 2012, 2013 e 2018
- Troféu Chico Anysio: 2012

América de Natal
- Copa Cidade de Natal: 2014
- Campeonato Potiguar: 2014

Seleção Brasileira Sub-20
- Campeonato Mundial de Futebol Sub-20: 2003
- Torneio da Malásia: 2003

## Prêmios individuais
| Ano  | Premiação               | Prêmio               | Time           | Resultado | Ref.   |
| ---- | ----------------------- | -------------------- | -------------- | --------- | ------ |
| 2008 | Seleção da Libertadores | Melhor goleiro       | Fluminense     | Venceu    | [ 18 ] |
| 2011 | Troféu Verdes Mares     | Melhor goleiro       | Ceará          | Venceu    | [ 19 ] |
| 2011 | Troféu Verdes Mares     | Goleiro menos vazado | Ceará          | Venceu    | [ 19 ] |
| 2013 | Troféu Verdes Mares     | Melhor goleiro       | Ceará          | Venceu    | [ 20 ] |
| 2013 | Troféu Verdes Mares     | Goleiro menos vazado | Ceará          | Venceu    | [ 20 ] |
| 2015 | Prêmio Top da Bola      | Melhor goleiro       | Inter de Lages | Venceu    | [ 21 ] |